# Széchenyi gyógyfürdő
A Széchenyi gyógyfürdő (a pesti szleng becenevén a „Szecska”) Budapest legnagyobb fürdőkomplexuma. Építését 1909-ben kezdték meg Czigler Győző tervei alapján. A Városligetben található fürdő termálvízellátását jelenleg az 1938-ban átadott II. számú, „Szent István” kút, hidegvízellátását hat kisebb mélyfúrású kút biztosítja. A komplexum három kültéri és 15 beltéri medencével rendelkezik. A fürdőben különböző gyógykezelések vehetők igénybe és nappali kórházak is működnek.

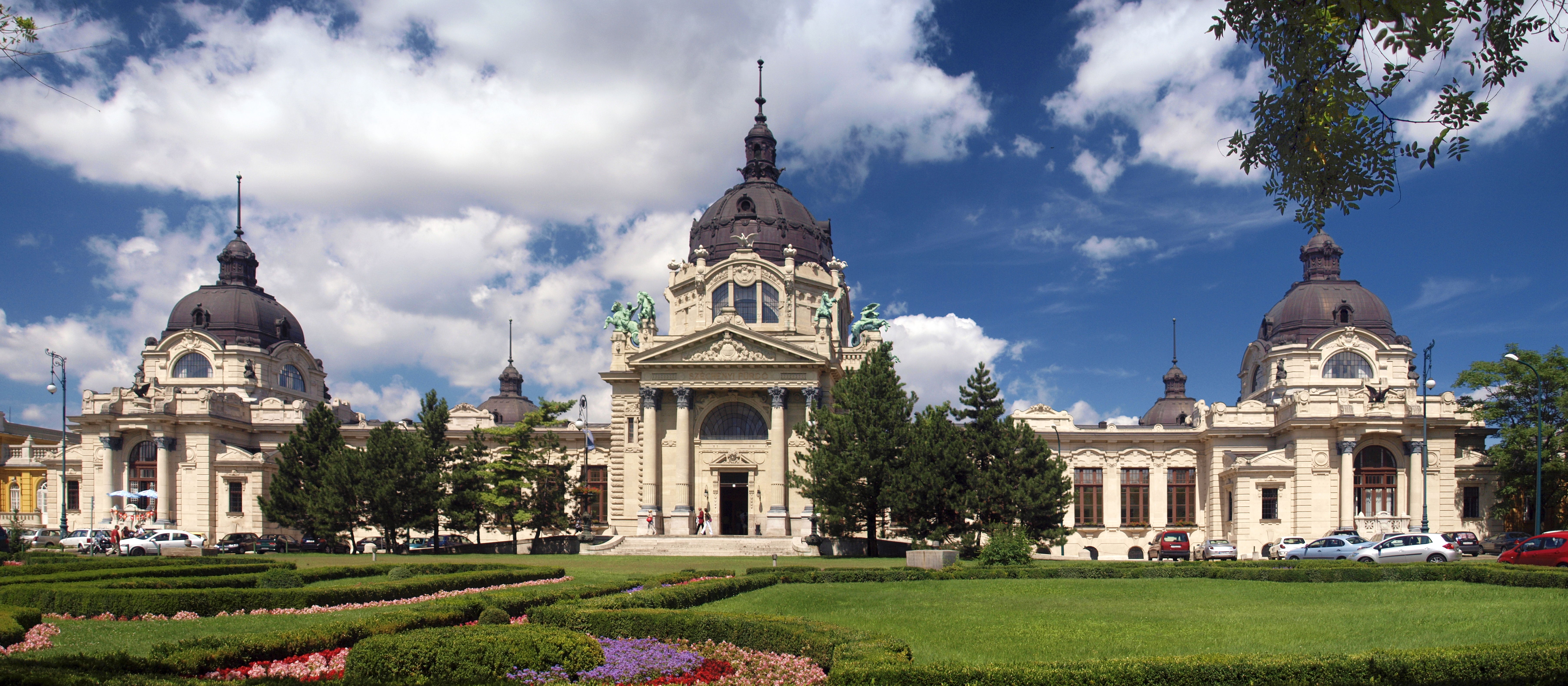
A Széchenyi gyógyfürdő főbejárata

## Története
A fürdő megépítésének gondolatával a főváros már 1884-ben foglalkozni kezdett. Megtervezésével Czigler Győző műegyetemi tanárt bízták meg. A közgyűlés azonban csak 1903-ban szentesítette határozatában Czigler terveit, aki még halála előtt értesülhetett a jóváhagyásról és állandó helyetteséül Dvorzsák Ede okleveles építész, műegyetemi tanárt jelölte meg.
A helyszín többszörös módosítása után a tényleges építkezés 1909. május 7-én kezdődött meg. A művezető építész Schmitterer Jenő volt.
A fürdőt, amelyet addig Artézi fürdő néven emlegettek, 1913. június 16-án nyitották meg, már Széchenyi gyógyfürdő néven. A Kós Károly sétány felöi Czigler-szárny megépítése mintegy 3 900 000 aranykoronába került, az összes beépített alapterület 6220 négyzetmétert tett ki.
A fürdő korabeli elrendezése szerint magánfürdőkre, férfi és női gőzfürdőre, valamint férfi és női népfürdőre oszlott. Forgalma 1913-ban meghaladta a 200 000 főt, majd 1919-ben 890 507 fővel tetőzött. Ennek ellenére 1914–1915 között veszteséggel működött, aminek oka az első világháború gazdasági hatásai mellett a (tervezett) gyógyszálló hiánya is volt.
A fővárosi közgyűlés 1924-ben a lehetőségeihez mérten határozott a fürdő kibővítéséről. A strand építésére a városgazdasági ügyosztály által 1926. június 26-án kiírt tervpályázatra összesen 35 pályaterv érkezett. Ezek közül ifj. Francsek Imre (Budapest, 1891. március 27. – Szovjetunió, Gulag, 1952 k.) építész tervét ítélték a legjobbnak. A két népfürdői toldást és az Állatkerti körút felöli Francsek-szárnyat a strandfürdő udvarával 1927. augusztus 19-én nyitották meg, ez azonban nem stabilizálta a gazdasági egyensúlyt. A vízmelegítés költségei emelkedtek, ezért a vízhozam növelése érdekében szükségessé vált egy második artézi kút fúrása. Ennek munkálatait 1936. július 9-én kezdték meg és azok mintegy két évig tartottak. 1938. március 16-án 1256 méter mélyen 77 °C-os termálvizet találtak. A kútból 24 óránként 6000 m³ víz tört a felszínre, ami megoldotta a fürdő termálvízellátását és az épület fűtését is, mivel 1939-re a fürdő fűtésrendszerét átalakították a hévízzel történő fűtésre, és a fürdő mellett ivócsarnok is épült.

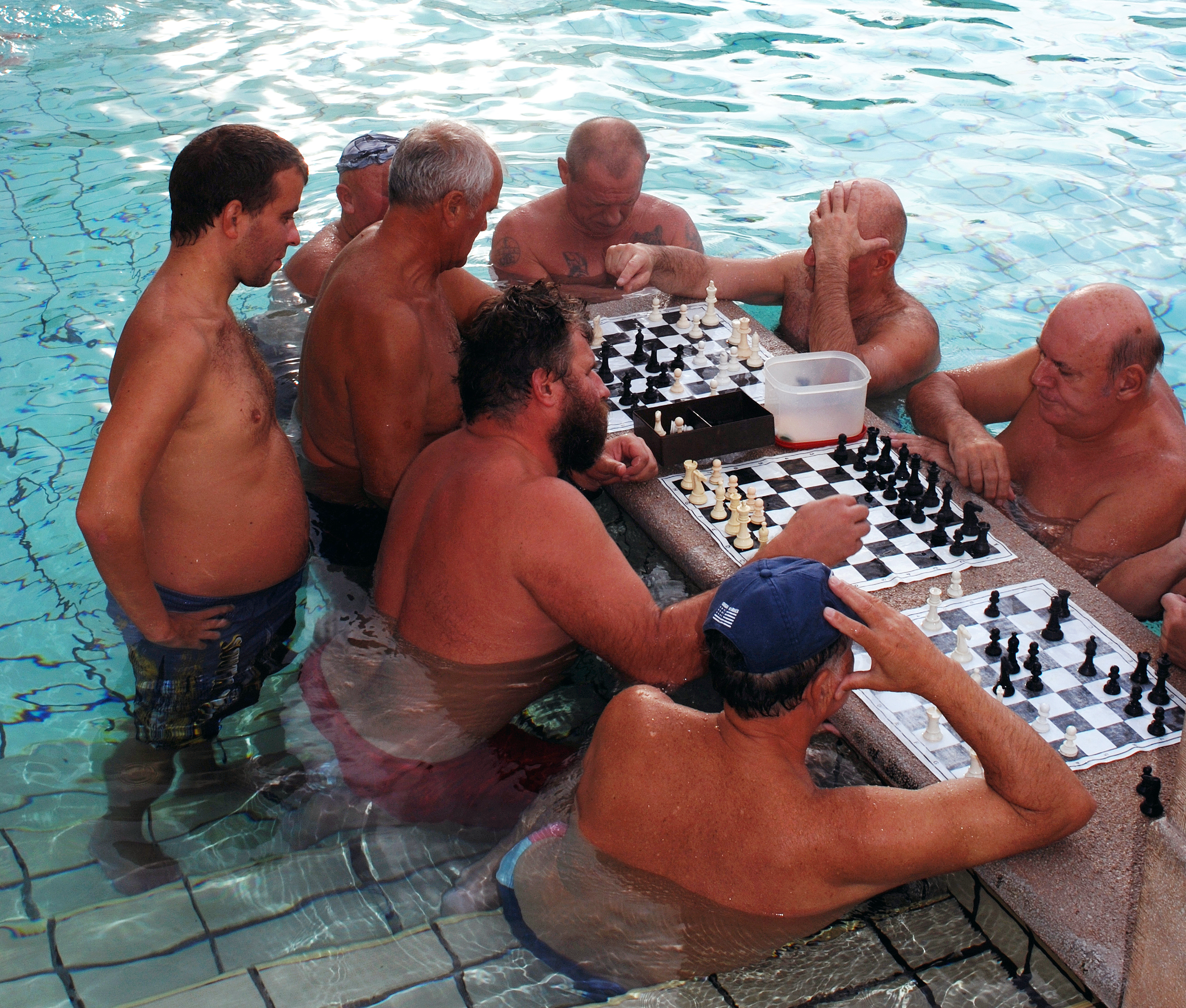
Sakkparti a Szecskában

A fürdő forgalma egészen 1944-ig emelkedett. A második világháborúban Budapest ostroma során az épület 20%-os károsodást szenvedett, a II. számú kút azonban nem sérült meg. 1945-ben, a háború után megkezdődtek a helyreállítási munkálatok, és már márciusban a jobb oldali kádosztályt a szovjet katonák, a bal oldali kádosztályt és a női kádosztályt a lakosság igénybe is vehette.
1949-ben új társas iszaposztályt létesítettek. 1950-től ezen az osztályon bevezették a nőgyógyászati iszapkezeléseket is. 1952-ben került sor a fiziko- és elektroterápiás kezelések, valamint a sós kádfürdő bevezetésére. 1963. november 26-án a fürdőt télire is megnyitották.
1981-ben a férfi „néposztály” működése leállt és helyén társas, fürdőruhás gyógyfürdő osztályt rendeztek be. A következő évben a női néposztály helyén megkezdődött a nappali kórház kialakítása, amely komplex fizioterápiás részlegként működik.

## Épülete

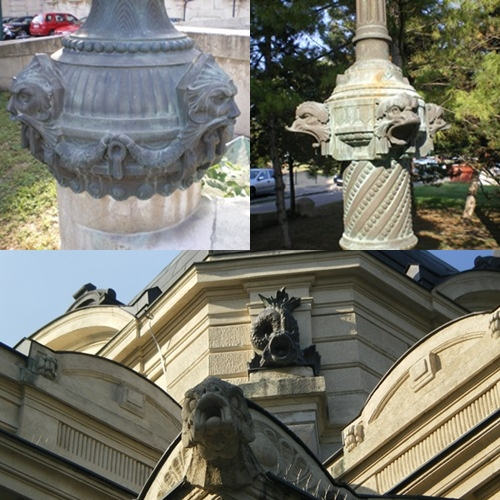
Stilizált halak és vízi lények a fürdő előtti kandeláberen (felső képek), és az épületen (alsó kép)

Czigler az épület tervezésével több mint húsz évet foglalkozott, miután azonban 1905-ben meghalt, műve tényleges felépítését közvetlen munkatársai, Dvorák Ede és Gerster Kálmán irányították. Az épület Városligetre néző délkeleti szárnya klasszicista stílusú, legtöbb eleme azonban inkább neoreneszánsz. Az épület külső és belső díszítésében egyaránt fontos szerepet kapott a vízhez kapcsolódó motívumok alkalmazása. Stilizált vízi szörnyek, kagylók, halak, sellők az épület előtt álló kandelábereken, az épület külső díszein is megtalálhatók. Ezeket az elemeket a belső díszítésként használt oszlopfőkön, díszedényeken, valamint a csempéken is alkalmazták.
1926-tól épült meg ifj. Francsek Imre tervei alapján a fürdő uszodarésze, amelynek három medencéjét félkör alakban fogja közre egy „friss reneszánsz” stílusban elkészült épület. A kültéri medencék körüli teret és az épületet számos szobor díszíti, a hosszúkásan elnyúló medencék oldalán egy-egy szökőkút található. 
A két szakaszban megépített fürdő építészetileg egységes képet mutat, stílusában azonban eklektikus, historizáló. Számos forrás neobarokk épületként írja le, másutt neoreneszánsz stílusúnak értékelik. A vízre utaló számos motívum miatt az épület egyfajta „fürdőpalotaként” is értelmezhető, ahol a belsőépítészeti megoldások a fürdőkultúrának vannak alárendelve. Hasonlóan a Gellért gyógyfürdő termál részlegéhez a Széchenyi fürdő is tükrözött szerkezetű; ugyanazok a medencék találhatók meg az épület mindkét szárnyában. Ennek oka, hogy tervezésekor a nemek szétválasztása miatt két szárnyban ugyanazokat a medencéket helyezték el. Mivel azonban jelenleg az épület keleti szárnyának két termál medencéje a nappali kórházhoz tartozik, a fürdő szimmetrikus szerkezete nem érzékelhető teljesen a látogatók számára.

### A kupolacsarnok

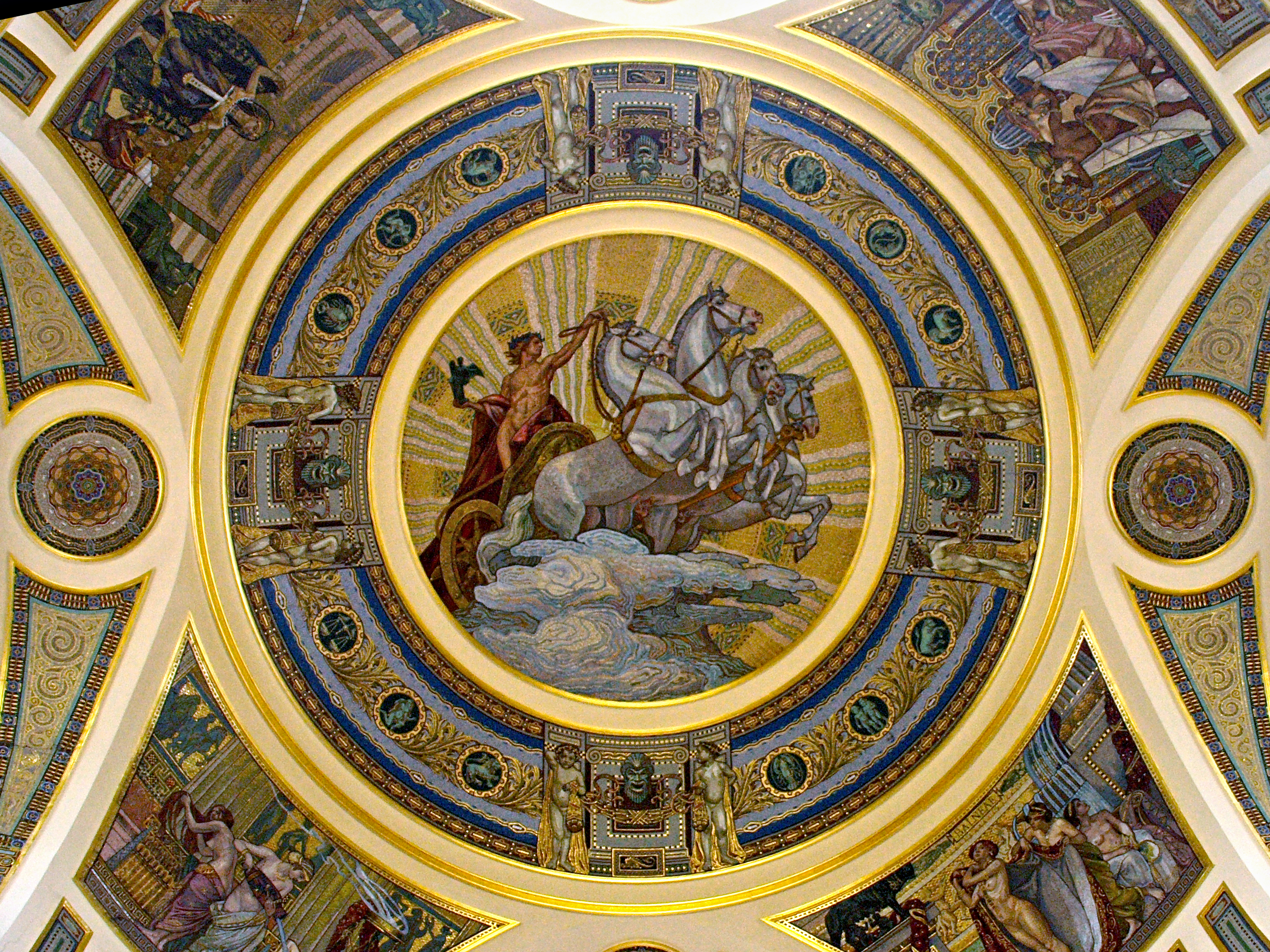
Héliosz napisten négyesfogatát hajtja

A főkupola négy sarkán ifj. Vastagh György, Bezerédy Gyula, Lányi Dezső és Szentgyörgyi István által készített Tritón-kompozíció látható. Középen Markup Béla hattyúi és delfinjei láthatók.
A kupolacsarnokba való belépéskor Róna József szobrászművész remekével, a Tritonhalász kentaur szökőkútjával találjuk szemben magunkat. A kupola mozaikképei Vajda Zsigmond alkotásai. A kupola legtetején Héliosz napisten látható, amint négyes lovasfogatát hajtja. A négy félköríves ablak között görög, római, keleti és egyiptomi fürdőjelenetek láthatók. A központi képet zodiákus csillagképek övezik. További szimbolikus képek; a hő-, gyógy-, szökő- és az ivóforrást ábrázolják, valamint a csarnok két oldalán látható félköríves részben az „erő” és a „szépség” képei foglalnak helyet. A festett színes üvegablakokat Róth Miksa készítette. A puttószobrok és oszlopfők Maróti Géza munkáját dicsérik, míg a lakatosmunkák (a fűtőtestek burkolata és a falikarok) Jungfer Gyula alkotásai.

### Felújítási munkálatok és megújulás
A fürdő állapota a 20. század második felére igen leromlott (kormos és fekete penészes falak, eltérő színűre festett homlokzat), mivel a javítások csupán alkalmankénti jelleggel és csak a felmerülő hibák sürgős kijavítására korlátozódtak.
A valódi felújítási munkálatok 1997-ben a Francsek-szárny (az Állatkert felőli szabadtéri strand oldal) műemléki rekonstrukciójával kezdődött meg. A falak visszakapták az eredeti, sárgás színüket, pótolták a hiányzó műkő elemeket, és restaurálták az előlépcsőket valamint a teraszokat.
Az Európai Uniós normáknak megfelelően a medencéket szűrő-forgató berendezésekkel látták el. Ez alól mentesültek a gyógyászati célokat szolgáló medencék, mivel a víz forgatása ebben az esetben rontaná vagy meggátolhatná annak gyógyhatását. Az átalakítás során az egyik külső medencét élménymedencévé alakították át.
2003 nyarától a Francsek-szárny tető- és homlokzati felújításával folytatódott a munka, valamint megkezdődött a Czigler-szárny (a beltéri medencés társas-termál oldal) és az ivócsarnok felújítása is. Az ivócsarnok esetében a helyreállító munkálatok során csak néhány elemet vettek át az eredeti tervekből. Ennek oka, hogy az eredeti ivócsarnok már nem felelt volna meg a kor igényeinek és előírásainak.
2004-ben befejeződött a Czigler-szárny főhomlokzatának felújítása az elektromos és gépészeti hálózat korszerűsítésével együtt. Néhány szobor rekonstrukcióját azonban csak műhelyben lehetett elvégezni, ami az ideiglenes eltávolításukat indokolta. A néhány menthetetlen állapotba került díszítő elemet újra el kellett készíteni. A középső kupolacsarnok rekonstrukciója 2005 végén kezdődött meg, amely az épület legdíszesebb részének számít a mozaikképeivel és stukkóival. A kupola felújítása 2006 nyarára teljesen befejeződött.
A felújítási munkálatok 2007-ben is folytatódtak. Az év első felében a nappali kórház
súlyfürdő medencéje, az uszodai szekrényes öltözők és az uszodai tetőnapozó felújítására került sor.
2008-tól végezték el a társas-gőz és a medenceterek rekonstrukcióját, az öltözők és a kezelőhelyiségek felújítását.

### A fürdő medencéi, szaunái, gőzfürdői

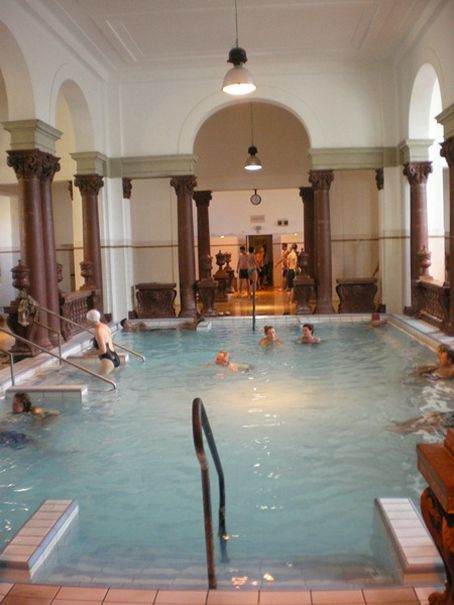
A fürdő belső medencetere

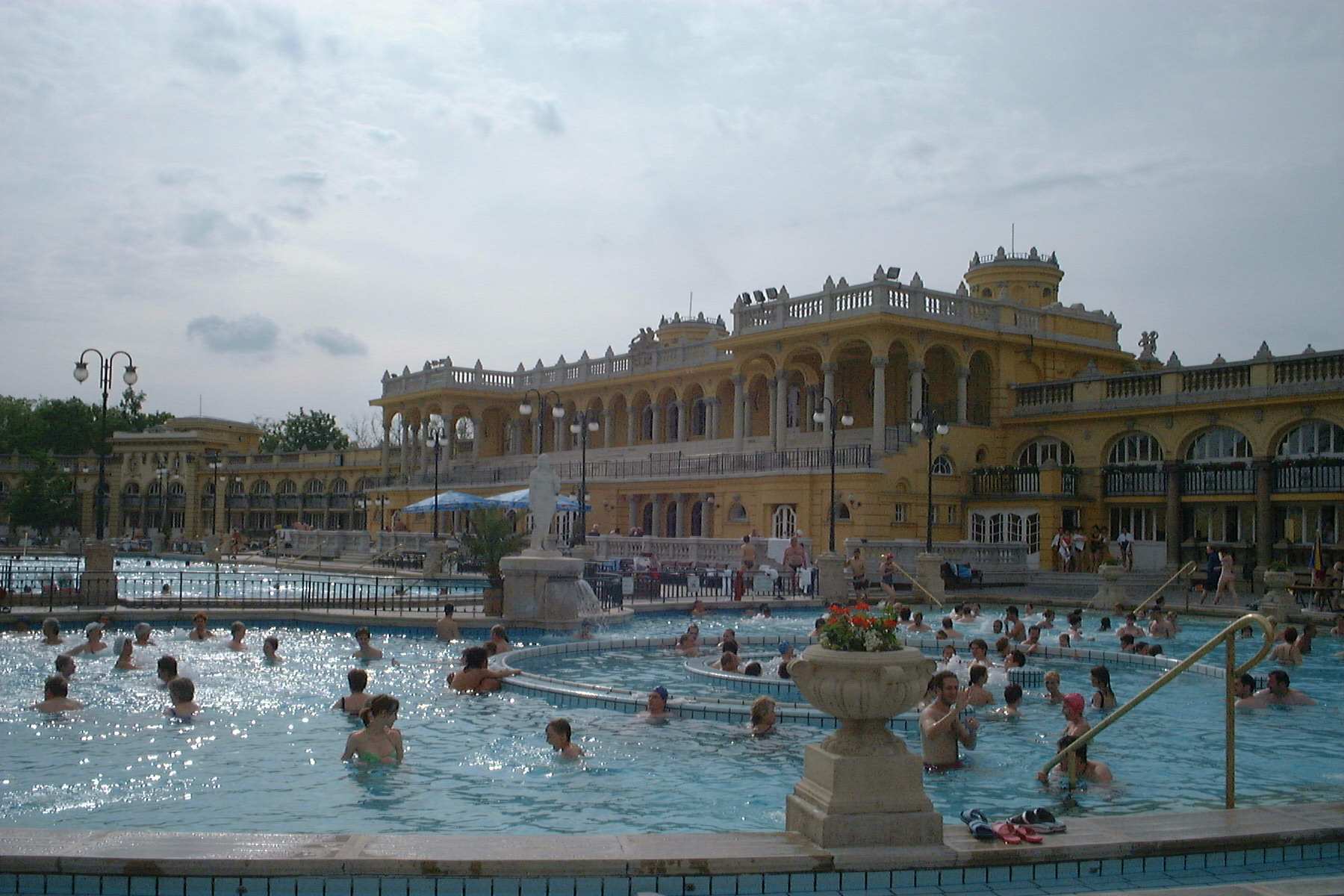
A fürdő szabadtéri élménymedencéje

Ha a fürdőbe a főbejárat irányából érkezünk, a kabinos öltözőkön keresztül, az épület tengelyében két medencét találhatunk: egy hosszúkásan elnyúló 38 °C-os és egy félkör alakú 34 °C-os termál medencét. Utóbbi mögött félkörívben pihenőtér található. Szintén ebből a csarnokból közelíthető meg a 40–50 °C-os nedves gőzkabin, amely előtt zuhanyzó rész is található. A központi csarnokból balra haladva egy 28 °C-os medence helyezkedik el, ahol meghatározott időben sodróberendezés működik. Innen tovább haladva egy oktogon medence található 36 °C-os gyógyvízzel. A medence körül két szauna (fény- és aromaszauna) található, valamint egy 50 °C-os gőzkamra. Ezekhez egy 18 °C-os merülőmedence is tartozik. Az oktogon medence teréből továbbhaladva juthatunk ki a szabadtéri medencékhez. Egyenesen tovább haladva egy vörös oszlopokkal és kancsókkal díszített medencetérbe jutunk: a hosszúkás téglalap alakú termál medence hőfoka 35 °C fok, a félköríves medencében 38 fokos termálvíz található. A medencetér végében két kisebb medence (40 °C-os és 20 °C-os merülőmedencék), valamint egy kamillás gőzkabin található. 
Az épület központi tengelyén elhelyezkedő medencetérből jobbra haladva nagyjából ugyanolyan medencéket találunk. A bal oldali szárny sodrófolyosója helyett azonban itt egy kisebb és egy hosszabban elnyúló medencét találunk (38, ill. 30–32 fokos), utóbbiban reggel 8-tól 17.30-ig félóránként ingyenes vízi fitnesz foglalkozást tartanak. E medencetér mögött az épület jobbszárnyának oktogon medencéje található, körülötte szauna és gőzfürdő (az 50 °C-os ikertermes szauna, valamint egy 50 °C-os gőzfürdő), valamint egy 20 °C-os kis merülőmedence. A másik szárnyban található két termál medence megfelelője ebben a szárnyban a fürdővendégek számára nem használható, ugyanis a nappali kórházhoz tartozik. Itt található a tb-beutaltak részére fenntartott súlyfürdő medence is. A külső medencetér az épült ezen szárnyából is megközelíthető.
A külső medencetérből egy-egy lépcső vezet az épület jobb és bal szárnyában is elhelyezett alagsori szaunákhoz. Az egyenként 40 főt befogadó szaunákhoz egy-egy 18 °C-os merülőmedence is tartozik.
A Széchenyi gyógyfürdő szabadtéri részén három nagy medence helyezkedik el: középen a 26–28 °C-os úszómedence, amelyben a helyi szokásoknak megfelelően körbe úsznak (hasonlóan a Gellért gyógyfürdő úszómedencéjéhez). Ez az egyetlen medence, ahol kötelező a fürdősapka használata. Az ettől keletre elhelyezkedő medencében 38 °C-os gyógyvíz található, míg a nyugati fekvésű élménymedencében 32–34 °C-os a víz. Az élménymedencében sodrófolyosó, hátmasszírozó vízsugár, vízalatti pezsegtetés és nyakzuhany működik.

## A fürdő gyógyvize

### Forrása

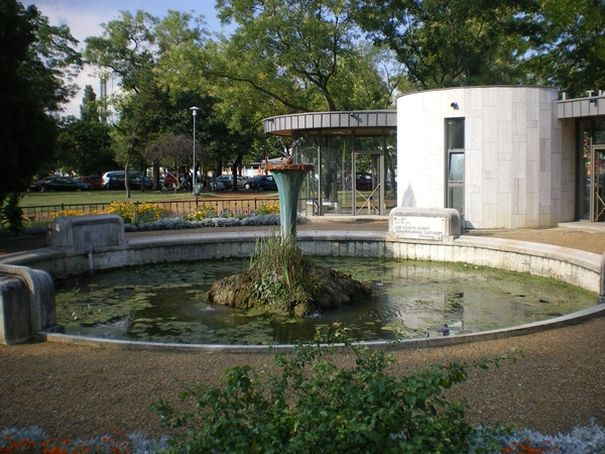
A Széchenyi fürdő kettes számú kútja, a Szent István-forrás

A fürdőt ellátó első artézi kutat Zsigmondy Vilmos fúratta 1868 és 1878 között, a 970 méter mély kútból 74,5 fokos víz tört fel. 1936-ban fúrták a második kutat, Pávai-Vajna Ferenc vezetésével: az 1240 méter mély kútból Európa legmelegebb hévízforrása tör fel, hőmérséklete 77 °C.

### Hatása és összetétele
A hévíz tartalmaz nátriumot, valamint gazdag a kalcium-magnézium-hidrogén-karbonátos, szulfátos anyagokban melynek fluorid- és metabórsav-tartalma is jelentős. Az ivókút vize kalcium-magnézium-hidrogén-karbonátos, kloridos, szulfátos, alkáliákat és jelentős mennyiségű fluoridot tartalmazó gyógyvíz. A fürdő gyógyvize javasolt az ízületek degeneratív betegségekkel küzdőknek, valamint idült és félheveny ízületi gyulladások, ortopédiai, baleseti utókezelések kiegészítésére.
A Széchenyi fürdő gyógyvizének összetétele az épületben elhelyezett mészkő-táblákon megadott információk alapján a következő:
| Anionok           | Mennyiség    | Kationok  | Mennyiség | Egyéb          | Mennyiség |
| ----------------- | ------------ | --------- | --------- | -------------- | --------- |
| Klorid            | 197 mg       | Nátrium   | 176,2 mg  | Metabórsav     | 6,5 mg    |
| Bromid            | 0,2 mg       | Kalcium   | 156 mg    | Metakovasav    | 36,4 mg   |
| Jodid             | 0,07 mg      | Magnézium | 35,0 mg   | Szabad szénsav | n.a.      |
| Fluorid           | 2,75 mg      | Vas       | n.a.      | Oldott oxigén  | n.a.      |
| Szulfát           | 211,2 mg     | Kálium    | 21,4 mg   |                |           |
| Hidrogén-karbonát | 554,6 mg     | Lítium    | 0,2 mg    |                |           |
| Szulfid           | 1,21 mg      |           |           |                |           |
| Összesen          | 1774,53 mg/l |           |           |                | -         |

(n. a. = nincs adat)

## Szolgáltatások, proxy-órás rendszer
A fürdőben különböző szolgáltatások vehetők igénybe, szakorvosi beutalóval (termál gyógymedence, gyógyvizes kádfürdő, iszapkezelés, súlyfürdő, szénsavas kádfürdő, orvosi gyógymasszázs, víz alatti vízsugármasszázs, víz alatti csoportos gyógytorna) ill. térítés ellenében.
A Széchenyi gyógyfürdőben ún. proxy-karórás beléptető rendszer működik. A proxy-karórában egy chip található, amely bizonyos információk tárolására alkalmas. Ezeket különböző leolvasó-berendezéssel jeleníthetjük meg. A ruhafogas piktogrammal ellátott, a fürdő számos pontján megtalálható berendezéssel például megtudhatjuk mely szekrényben vagy kabinban helyeztük el ruhánkat. Ha például szekrényes belépőt veszünk, akkor a számozott szekrény gombjához nyomva vagy a kabin ajtajához érintve proxy-óránkat azt a szekrényt ill. kabint magunknak lefoglaltuk, melyet ezután csak saját óránkkal tudunk nyitni ill. zárni.

## Megközelítése
A BKV 1-es számú metrójárata, a Kisföldalatti önálló Széchenyi gyógyfürdő megállóval rendelkezik. Könnyen megközelíthető a fürdő a 72M trolibusz Széchenyi gyógyfürdő megállójából is.

## Tények és érdekességek
- 2010 elején az amerikai Life magazin internetes változatán a világ legkoszosabb 12 helyéről jelent meg egy lista, melyre felvették a Széchenyi gyógyfürdőt is.[6] A cikk megjelenése után az olvasók felháborodott kommentárjai miatt eltávolították a listáról a Széchenyi fürdőt. A vádakat a fürdőt üzemeltető Budapest Gyógyfürdői és Hévizei Zrt. is felháborítónak tartotta. Az eset kapcsán azt nyilatkozták, hogy az üzemeltetésre vonatkozó hazai szabványok egyes esetekben szigorúbbak az Európai Unió szabványainál, valamint, hogy a Széchenyi gyógyfürdőben a cikk megjelenése előtti tíz évben víz által okozott megbetegedést nem regisztráltak. A korabeli híradások szerint a Magyar Turizmus Zrt. egy kártérítési pert is fontolóra vett.[7]
- A Széchenyi gyógyfürdőben rendszeresen lehet éjszakai rendezvények keretében is fürödni. Az év első hónapjaiban a Fürdők éjszakája rendezvény keretében,[8] valamint a Cinetrip és Sparty elnevezésű rendezvényen a nyári időszakban.[9]
- A szomszédos Fővárosi Állat- és Növénykert vízilova a fürdővizét a Széchenyi fürdőt is tápláló egyik forrásból kapja, mivel annak vegyi összetétele hasonlít a Nílus vizének összetételéhez.
- A Csak szex és más semmi című magyar film egyes jeleneteit a fürdőben forgatták.

## A Széchenyi gyógyfürdő archív képeken

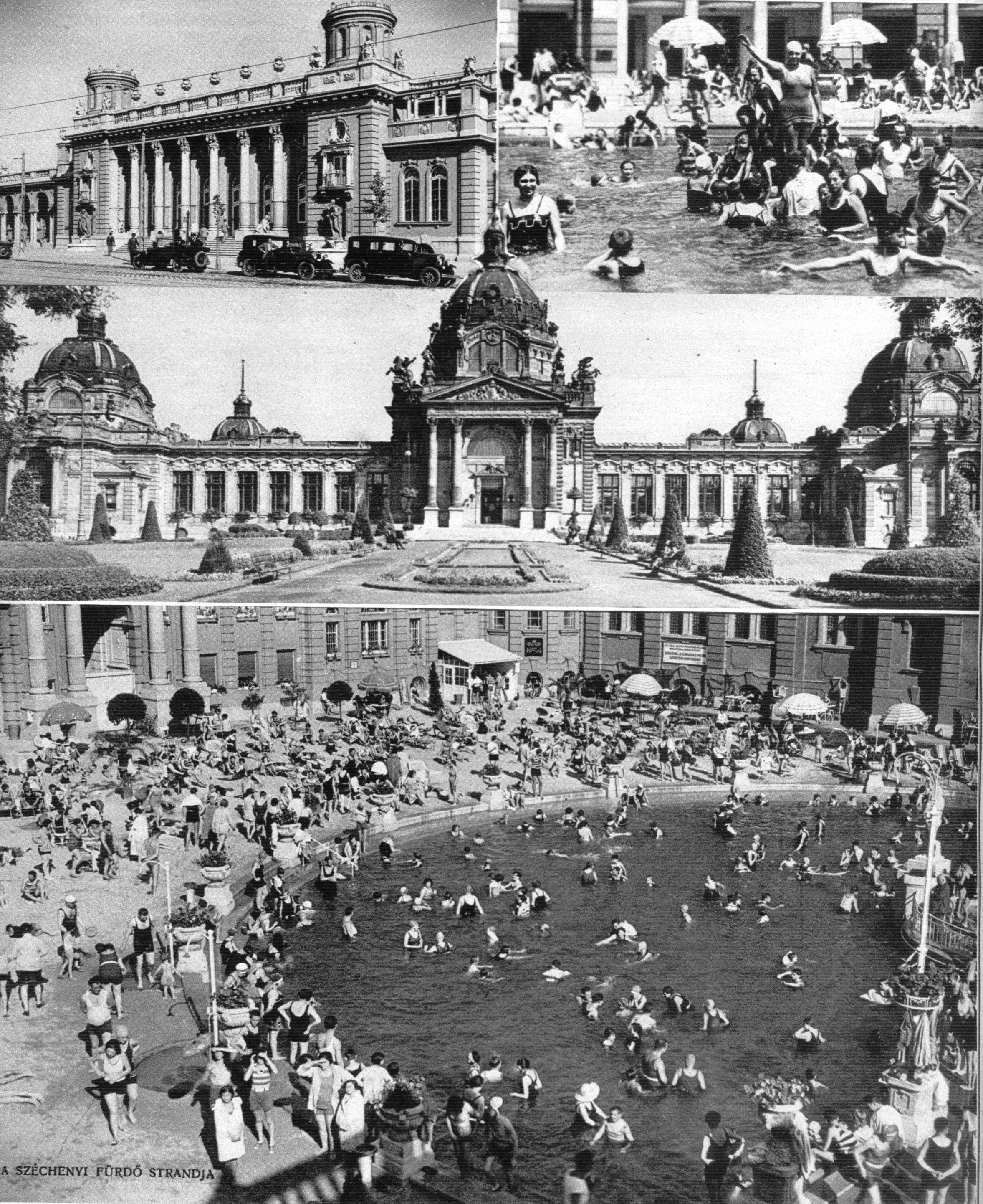
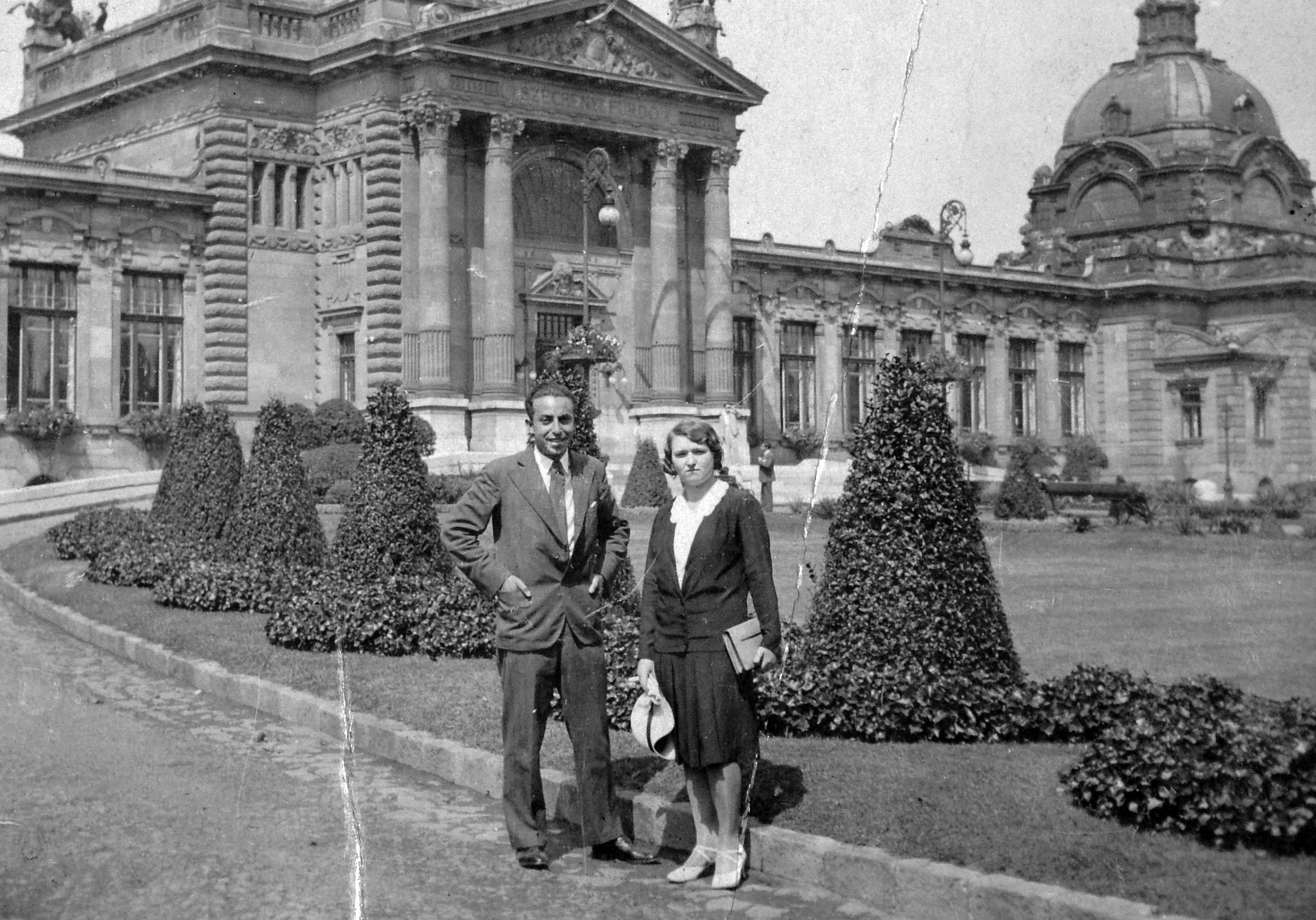
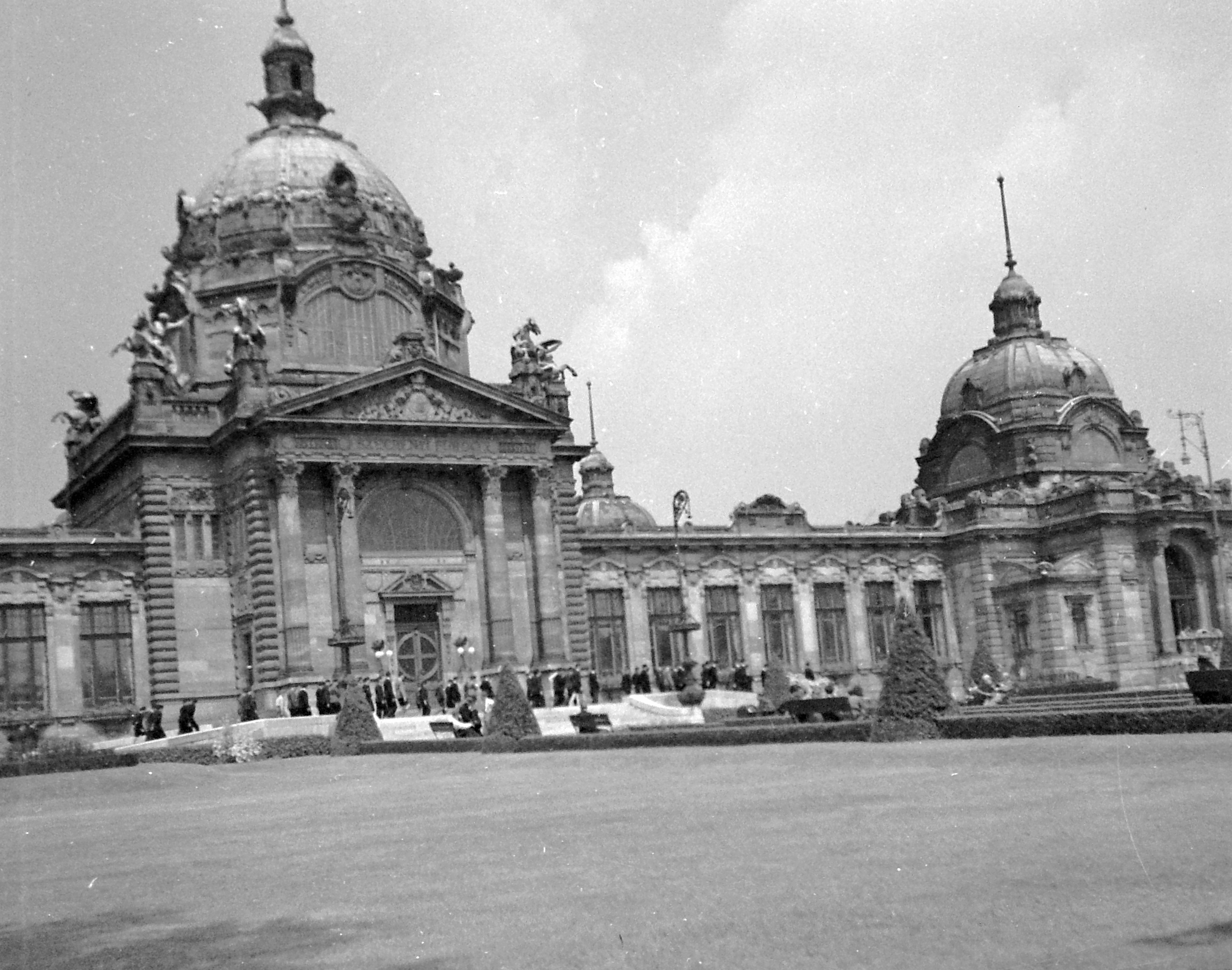
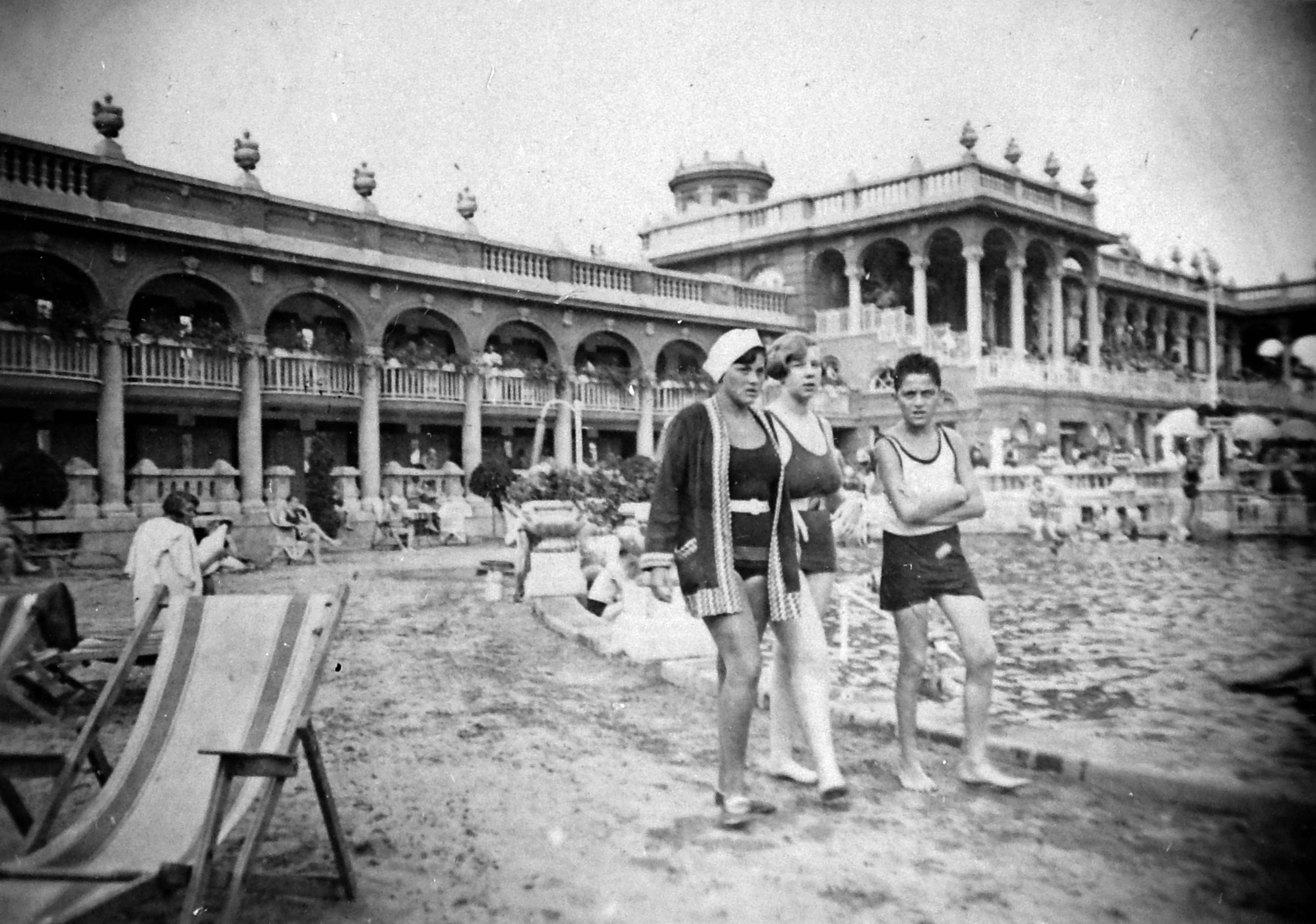
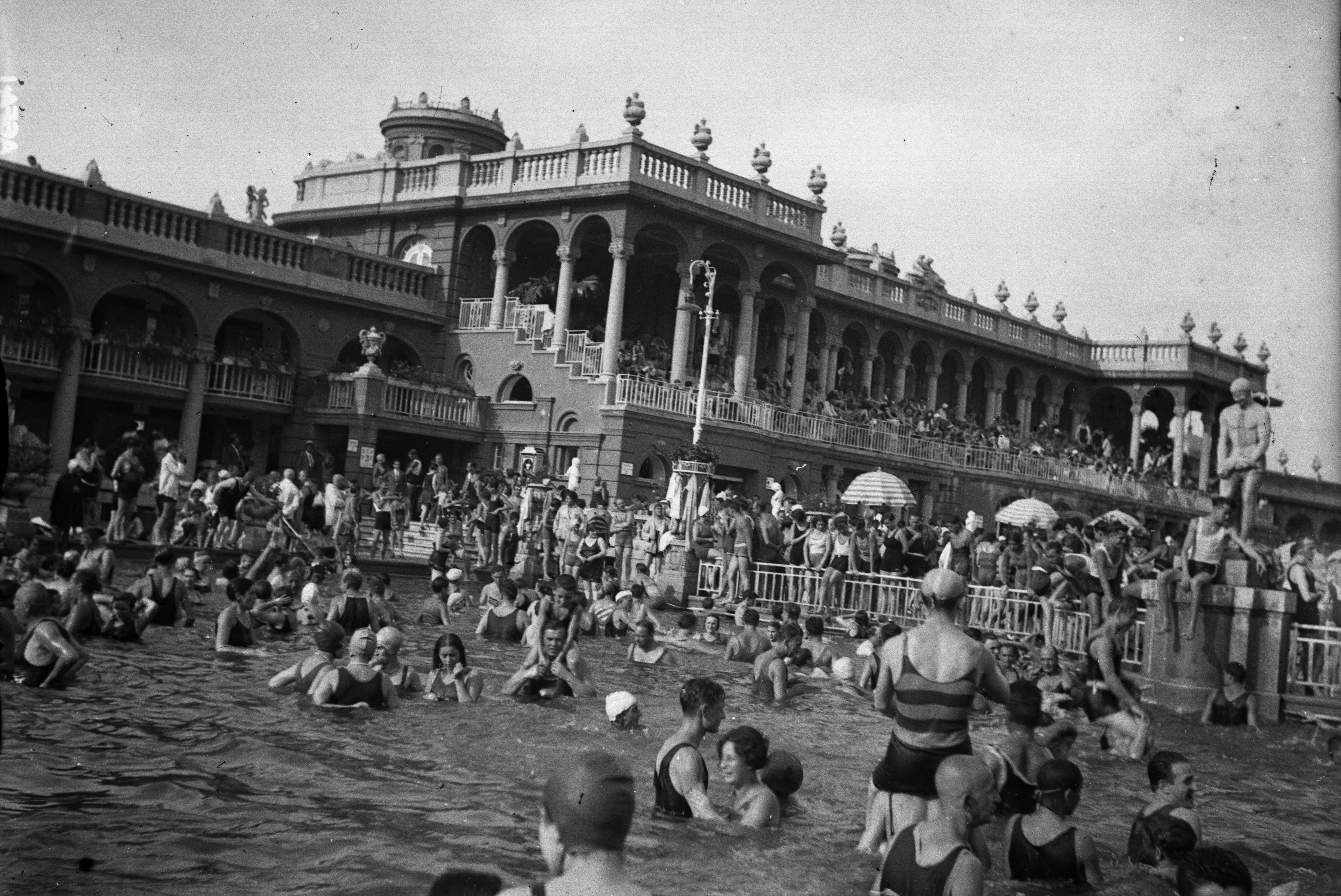
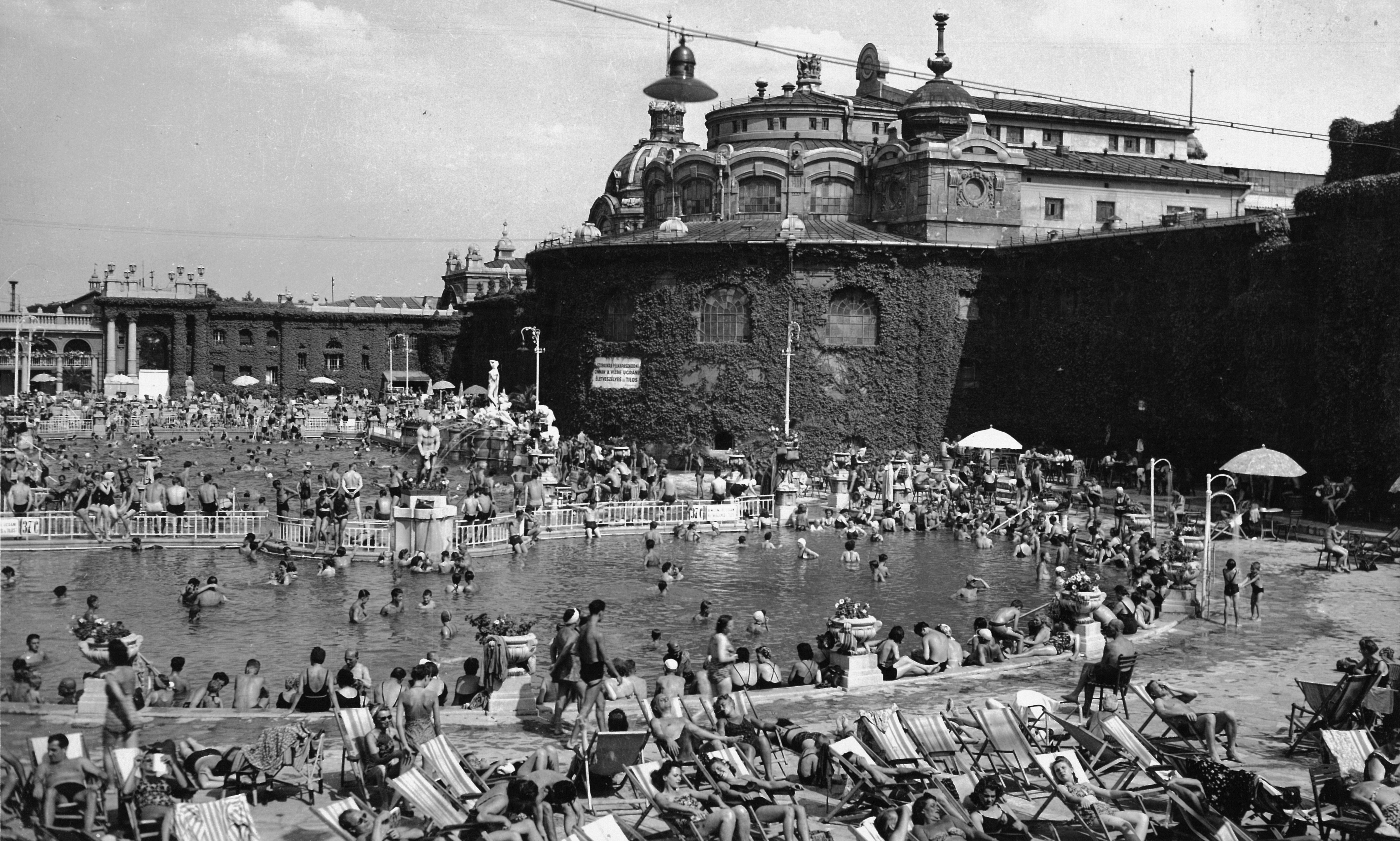

## Képgaléria

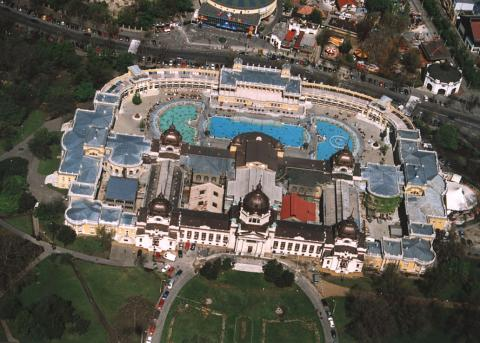
A Széchenyi gyógyfürdő a levegőből
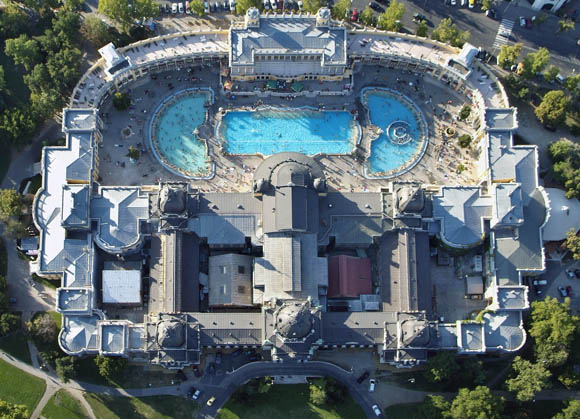
A gyógyfürdő légi fotója
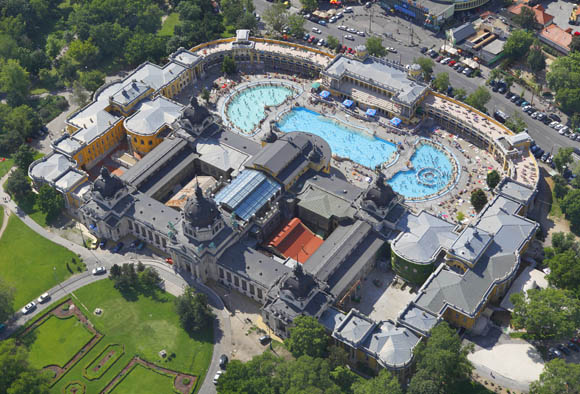
A gyógyfürdő madártávlatból
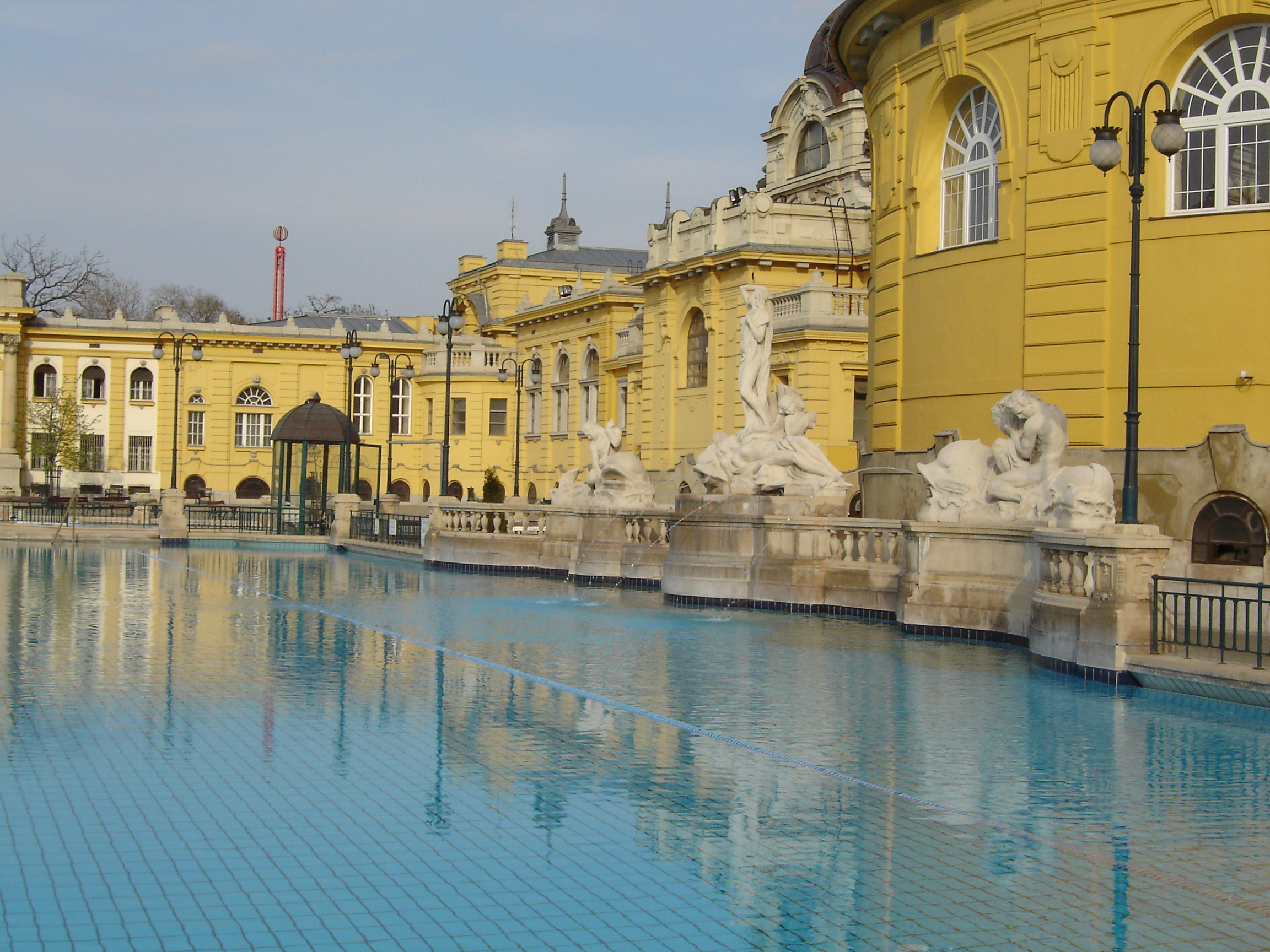
A fürdő úszómedencéje
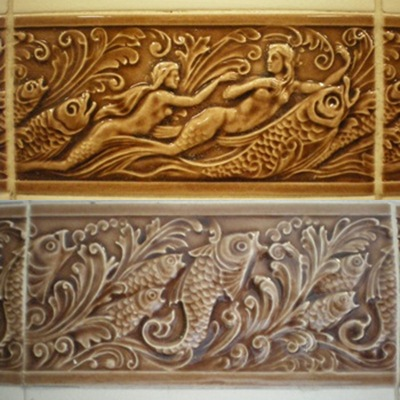
Vízre utaló motívumok a fürdő csempéjén
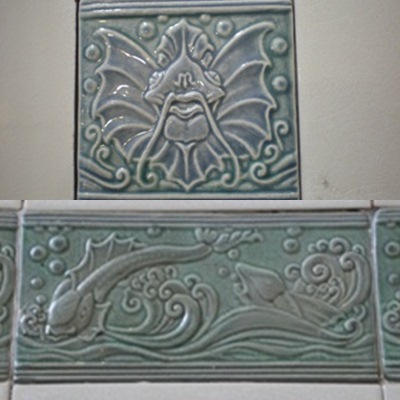
Vízre utaló motívumok a fürdő csempéjén
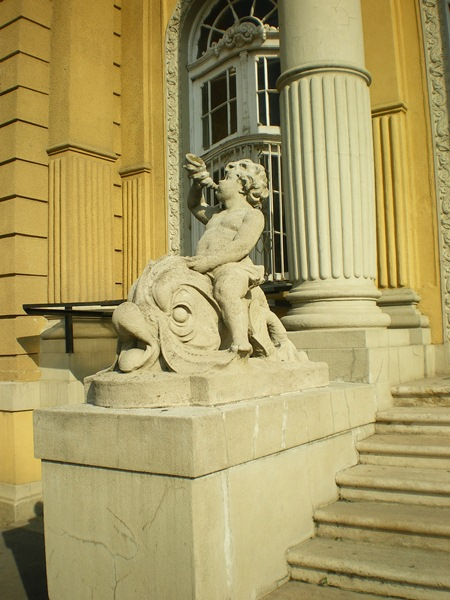
Külső szobor – Kagylót megfújó puttó, stilizált halszerű lényen ül
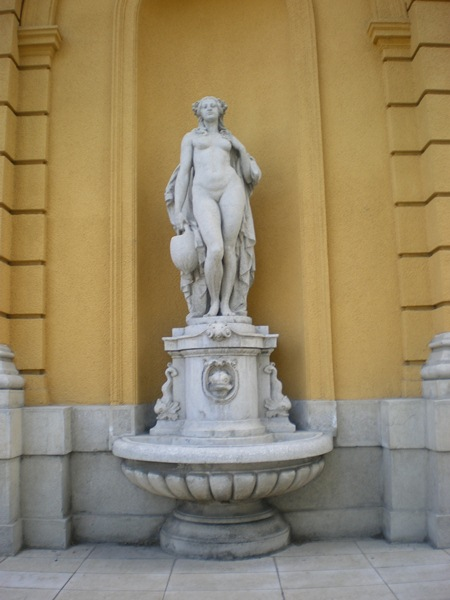
Külső szobor – Női alak, kezében a vízre utaló kancsóval
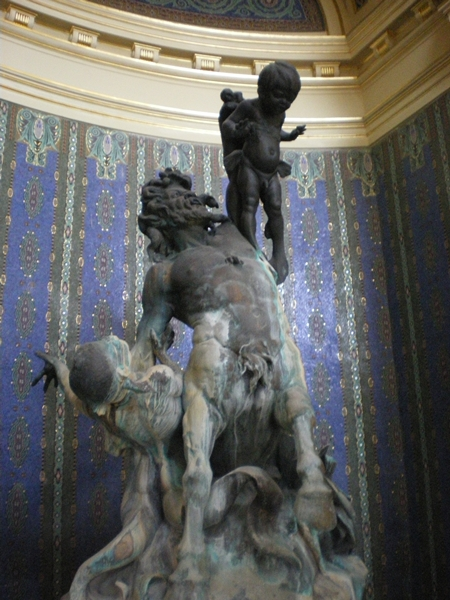
A Tritonhalász kentaur szobra a Czigler-szárny kupolacsarnokában
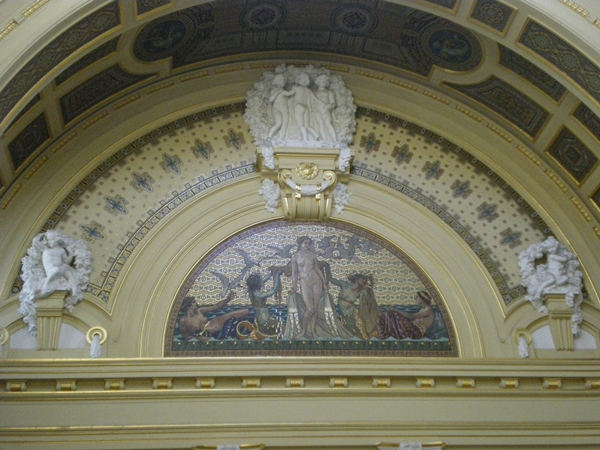
A szépség mozaik a kupolacsarnokban
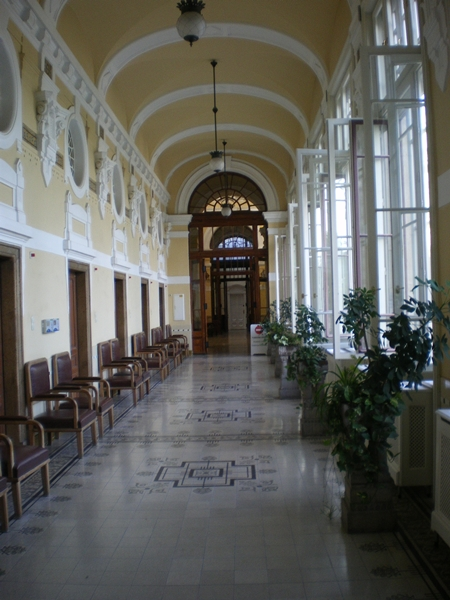
A Czigler-szárny folyosója
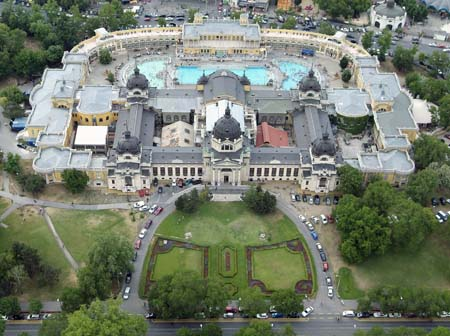
A gyógyfürdő légi fotója – jól kivehető a korábban épült Czigler-szárny
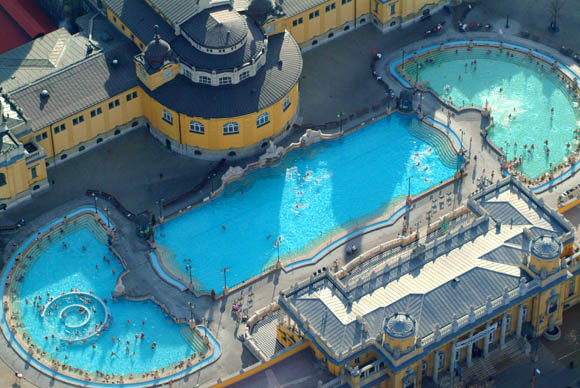
A gyógyfürdő légi fotója – középen az úszómedence, balra az élmény-, jobbra a termálmedence
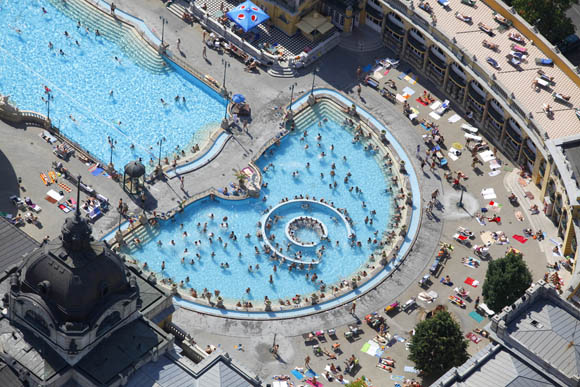
A gyógyfürdő légi fotója – az élménymedence
Panorámakép a külső medencékről